# Цветоножка

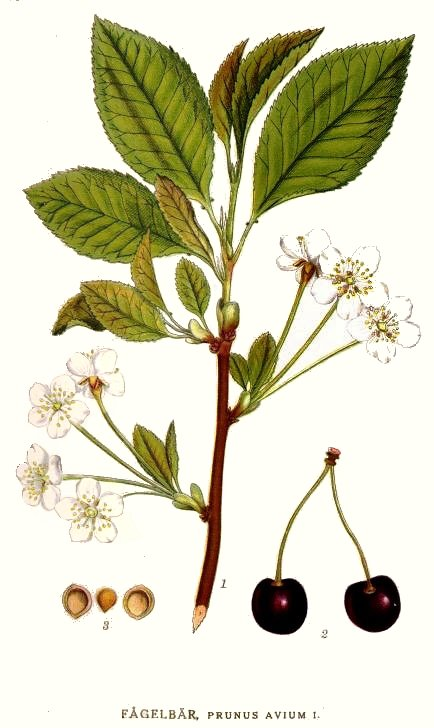
Цветоножки, хорошо видные на цветках и плодах черешни.

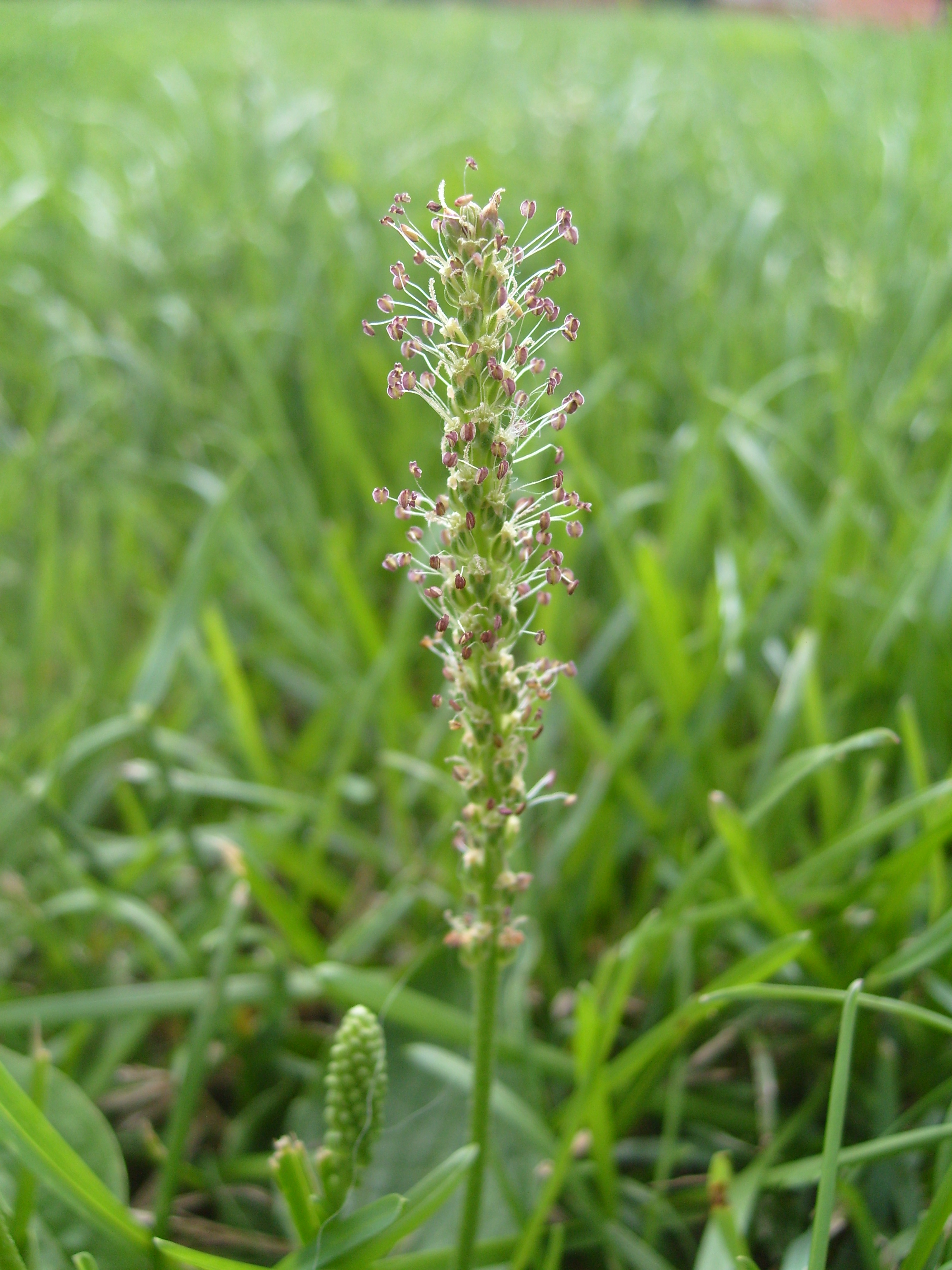
Сидячие цветки в простом колосе подорожник большой|подорожника большого (Plantago major), образовавшемся вследствие утраты цветоножек

Цветоно́жка (лат. Pedicéllus) — разветвление стебля или боковой побег (развивающийся в пазухе кроющего листа цветка), несущие на своей вершине цветок; стеблевая часть цветка.
Обыкновенно более или менее резко отличается от тех частей стебля, которые несут на себе вегетативные органы.
Если цветоножка сильно укорочена или отсутствует, цветок называется сидячим (подорожник).
На цветоножке располагаются также два (у двудольных) и один (у однодольных) маленьких предлиста — прицветника (могут и отсутствовать).
Верхняя расширенная часть цветоножки называется цветоложем.